# Бел-ібні
Бел-ібні (д/н — бл. 700 до н. е.) — цар Вавилону близько 702—700 до н. е. Ім'я перекладається як «Володар створив».

## Життєпис
Умовно відносять до IX Вавилонської династії. Походив з вавилонської знаті. Виховувався при дворі ассирійських царів. Після вигнання царя Мардук-апла-іддіни II ассирійський цар Сін-аххе-еріба посадив на трон Бел-ібні, «останнього пса в моєму палаці», як сам про нього зневажливо висловився.
У 700 році до н. е. в Вавилонії знову активізував свою діяльність Мардук-апла-іддіна II, що рушив з Примор'я. Цар Бел-ібні під впливом вавилонян збунтувався проти Ассирії і вступив в союз з халдейськими племенами й Еламом. Ассирійський цар виступив проти Вавилону, завдав поразки Бел-ібні в битві біля Аккаду, захопив того. Ймовірно невдовзі стратив. Новим царем став син Сін-аххе-еріби — Ашшур-надін-шумі.